# Szövetes növények
A szövetes növények, edényes növények vagy magasabb rendű növények (Tracheophyta vagy Tracheobionta, illetve Cormophyta vagy Cormobionta) a növények országának (Plantae) egyik csoportja.
Rokonértelmű fogalom még a hajtásos növények is, mert csak a valódi hajtás tartalmaz szöveteket, így a mohák (Bryophyta) még nem tartoznak a szövetes növények közé. A szövetes növényeknek egyedfejlődésük során kialakulnak a szöveteik, melyek között munkamegosztás van, ezáltal sokkal hatékonyabb és gyorsabb anyagcseréjük, növekedésük, fejlődésük, tehát fontos élettani (fiziológiai) szerepük van.
A szövetes növényeket a legújabb filogenetika 7 törzsre, míg a hagyományos rendszertan 3 törzsre és 17 osztályra osztja.

## Jellemzőik
A szövetes növény egyetlen sejtből, a zigótából (megtermékenyített petesejt) fejlődik tovább (mint minden soksejtű növény). Az osztódás képességével eleinte minden sejt rendelkezik, később azonban az embrió bizonyos helyeire korlátozódik, ezek a sejtek azonban életük végéig megőrzik osztódóképességüket. Ez az ún. „ős-osztódószövet” (merisztéma). Ez a szövet a gyökér- és hajtáscsúcsokon látja el feladatát. A merisztéma hozza létre az elsődleges osztódószövetet, amely ezután kialakítja a tovább osztódni képtelen állandósult szöveteket: a bőrszövetrendszert (epidermis, periderma, rhytodoma), szállítószövet-rendszert (xilém, azaz fatest és floém, azaz háncstest) és az alapszövetrendszert (kiválasztó, mechanikai, víztartó, asszimiláló, átszellőztető alapszövet). Ha az állandósult szövetek újra osztódóképessé válnak, másodlagos osztódószövetről beszélünk (például kambium).
A szövetes növények másik közös sajátossága az edényrendszer kialakulása. Az edénynyalábok szállítószövetekből épülnek fel, melyek az evolúció folyamán elsőként az ősharasztokban (Psilopsida) jelennek meg tipikus formában. Már a mohákban (Bryophyta) is találhatunk valamiféle edénynyalábokat, de ezeket még nem valódi szállítószövet-rendszer építi fel.
Egyszerű edénynyalábról beszélünk, ha az csak fa-, vagy csak háncselemeket tartalmaz. Ez lehet sugaras (radiális) és lemezes szerkezetű edénynyaláb. Az előbbi esetben a háncs- és fanyalábok sugarasan, felváltva állnak. A szövetes növények gyökerére jellemző. A lemezes edénynyalábok a korpafüvekre (Lycopsida) jellemzőek. A szárban lemez alakú fa- és háncsrészek váltakozva állnak.
Az összetett edénynyalábok esetén egy nyaláb háncs- és faelemeket is tartalmaz. Két fajtája a szórt elrendeződésű (kollateriális) és a körkörös (koncentrikus) edénynyaláb. Ezeknek több altípusa ismeretes. A szórt elrendeződés (kollaterialitás) esetén a háncs a kerület felé, a fa befelé esik. Nyílt a kollateriális nyaláb, ha a háncs- és a fanyaláb között van kambium (nyitvatermőknél, kétszikűeknél), ha nincs akkor zárt (egyszikűeknél). A kettős szórt elrendeződés (bikollaterialitás) mindig nyílt. Ekkor a fatestet a kerület felől és a bél felől is háncstestek fogják közre.
Az összetett edénynyalábok másik fő típusa a körkörös edényrendszer. Ebben az esetben vagy a henger alakú háncsrész veszi teljesen körül a farészt (amfikribális edénynyaláb: például egyes páfrányok), vagy fordítva, a farész a háncsot (amfivazális nyaláb: például az egyszikűek rizómája. Zárt típus, kambium a koncentrikus edényrendszernél nincs.

## Rendszerezésük

### Filogenetikus rendszerezés
A szövetes növényeket a filogenetikus osztályozás a következő törzsekre osztja (a törzsek vastagbetűs kiemeléssel):
- Korpafüvek (Lycopodiophyta)
- Csoport: Valódi levelűek (Euphyllophytina)
  - Harasztok (Pteridophyta)[1]
  - Főtörzs: Virágos növények (Spermatophyta)
    - Páfrányfenyők (Ginkgophyta)
    - Leplesmagvúak (Gnetophyta)
    - Cikászok (Cycadophyta)
    - Toboztermők (Pinophyta)
(A fenti 4 törzs a hagyományos osztályozásban a nyitvatermők (Gymnospermatophyta) törzsét alkotja.)
    - Zárvatermők (Magnoliophyta)

### Hagyományos rendszerezés
- Harasztok törzse (Pteridophyta)
Az első szövetes növények, de szaporodásuk még az egyszerűbb, fejletlenebb spórás szaporodás, virágjuk, magvuk még nincs. Szaporodásukhoz víz szükséges.
  - Osztály: Ősharasztok (Psilopsida)
  - Osztály: Tmesipterisek (Tmesipteropsida)
  - Osztály: Korpafüvek (Lycopsida)
  - Osztály: Zsurlók (Sphenopsida)
  - Osztály: Páfrányok (Pteridopsida)
- Nyitvatermők törzse (Gymnospermatophyta)
Magvas szövetes növények. Kialakul virágzatuk és magvuk, de a nucellusz (magkezdemény) termőlevelek tövében szabadon nyitottan fejlődik. Nincs zárt magházuk, így termésük sem alakul.
  - Altörzs: Szárnyaslevelű nyitvatermők (Pteridospermatophytina)
    - Osztály: Magvaspáfrányok (Pteridospermatopsida)
    - Osztály: Cikászok (Cycasopsida)

  - Altörzs: Leplesmagvú nyitvatermők (Chlamydospermatophytina)
    - Osztály: Bennettitopsida
    - Osztály: Gnetopsida
    - Osztály: Wellwitschopsida
    - Osztály: Csikófarkvirágúak (Ephedropsida) (néhol Coniferophytina)

  - Altörzs: Tobozvirágzatú nyitvatermők (Coniferophytina)
    - Osztály: Nyitvatermő ősfák (Cordaitopsida)
    - Osztály: Páfrányfenyők (Ginkgopsida)
    - Osztály: Fenyők (Coniferopsida)
    - Osztály: Tiszafák (Taxopsida)
- Zárvatermők törzse (Magnoliophyta vagy Angiospermatophyta)
Kialakul a termőlevelek összenövéséből egy zárt magház, mely nagyobb védelmet biztosít a nucellusznak. A magházból pedig kialakul a magot éréséig védő termés.
  - Osztály: Kétszikű zárvatermők (Dicotyledonopsida)
  - Osztály: Egyszikű zárvatermők (Monocotyledonopsida)